# Bọ cánh cứng thả bom
Bọ cánh cứng thả bom là loài bọ chân chạy (Carabidae) trong các tông Brachinini, Paussini, Ozaenini, hoặc Metriini - hơn 500 loài - đáng chú ý nhất đối với cơ chế phòng vệ mang lại cho chúng tên gọi: khi bị quấy rầy, chúng phóng chất độc lỏng từ đầu bụng ra với một tiếng xịt.
Việc phun chất độc được tạo ra từ phản ứng giữa hai hợp chất hóa học, hydroquinone và hydrogen peroxide, được lưu trữ trong hai hồ chứa trong bụng của chúng. Khi dung dịch nước hydroquinone và hydrogen peroxide đạt tới tiền đình, các chất xúc tác tạo ra sự phân hủy hydrogen peroxide và quá trình oxy hóa hydroquinone. Nhiệt từ phản ứng này làm cho hỗn hợp gần điểm sôi của nước và tạo ra khí giúp đẩy chất lỏng. Thiệt hại gây ra có thể gây tử vong cho côn trùng bị tấn công. Một số loài bọ cánh cứng trong nhóm này có thể hướng tia chất lỏng bắn ra và phun trên một phạm vi rộng các hướng.

## Môi trường sống

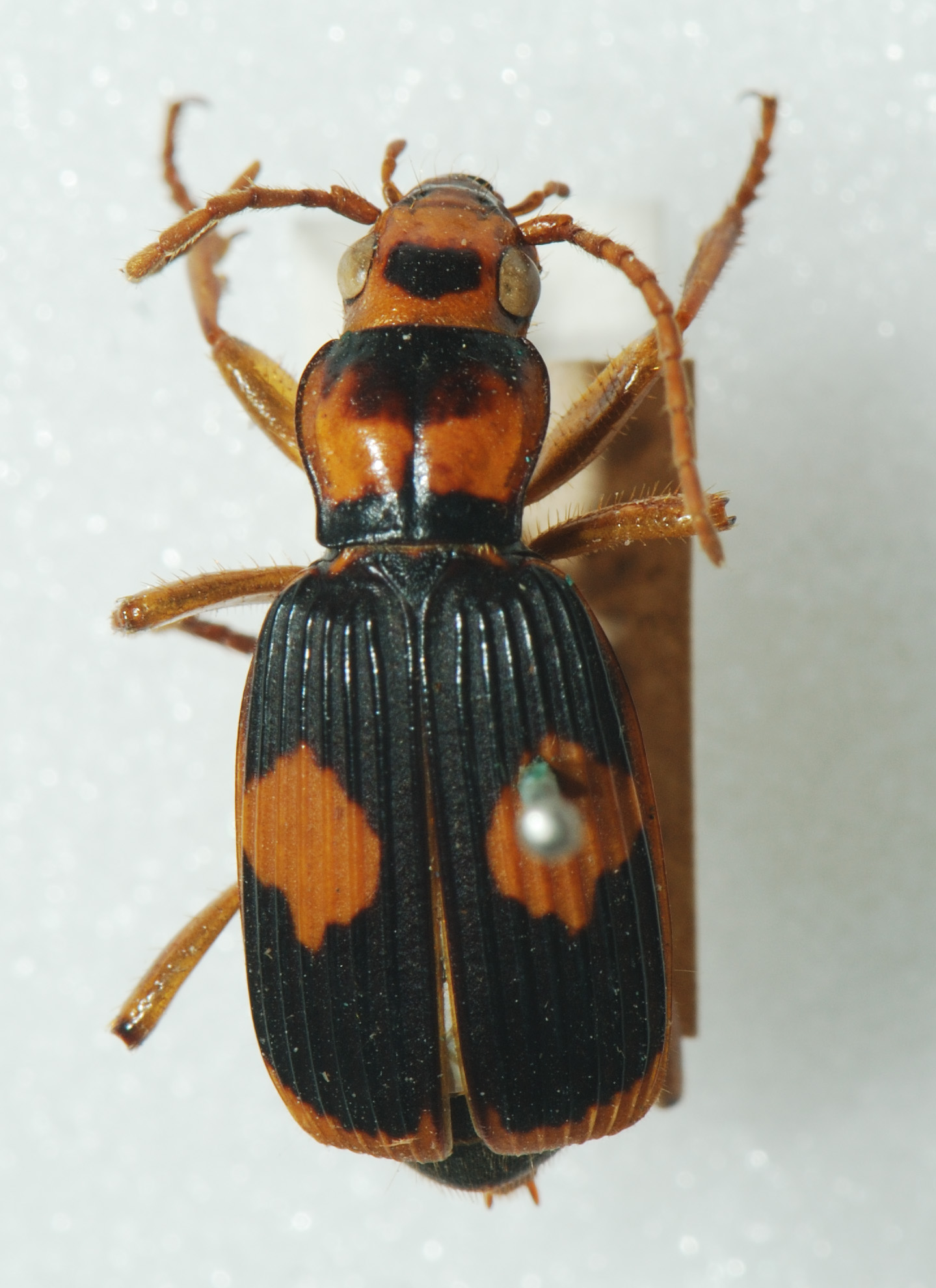
Bọ cánh cứng thả bom Úc (Pheropsophus verticalis)

Bọ cánh cứng thả bom sinh sống ở tất cả các lục địa ngoại trừ Nam Cực. Chúng thường sống trong rừng hoặc đồng cỏ ở các vùng ôn đới nhưng có thể tìm thấy trong các môi trường khác nếu có nơi ẩm ướt để đẻ trứng.

## Hành vi
Hầu hết các loài bọ cánh cứng bombardier là loài ăn thịt, bao gồm cả ấu trùng. Các loài bọ cánh cứng này thường đi săn côn trùng khác vào ban đêm, nhưng thường tụ tập với những loài khác trong khi không tìm kiếm thực phẩm.

## Cơ chế tự vệ

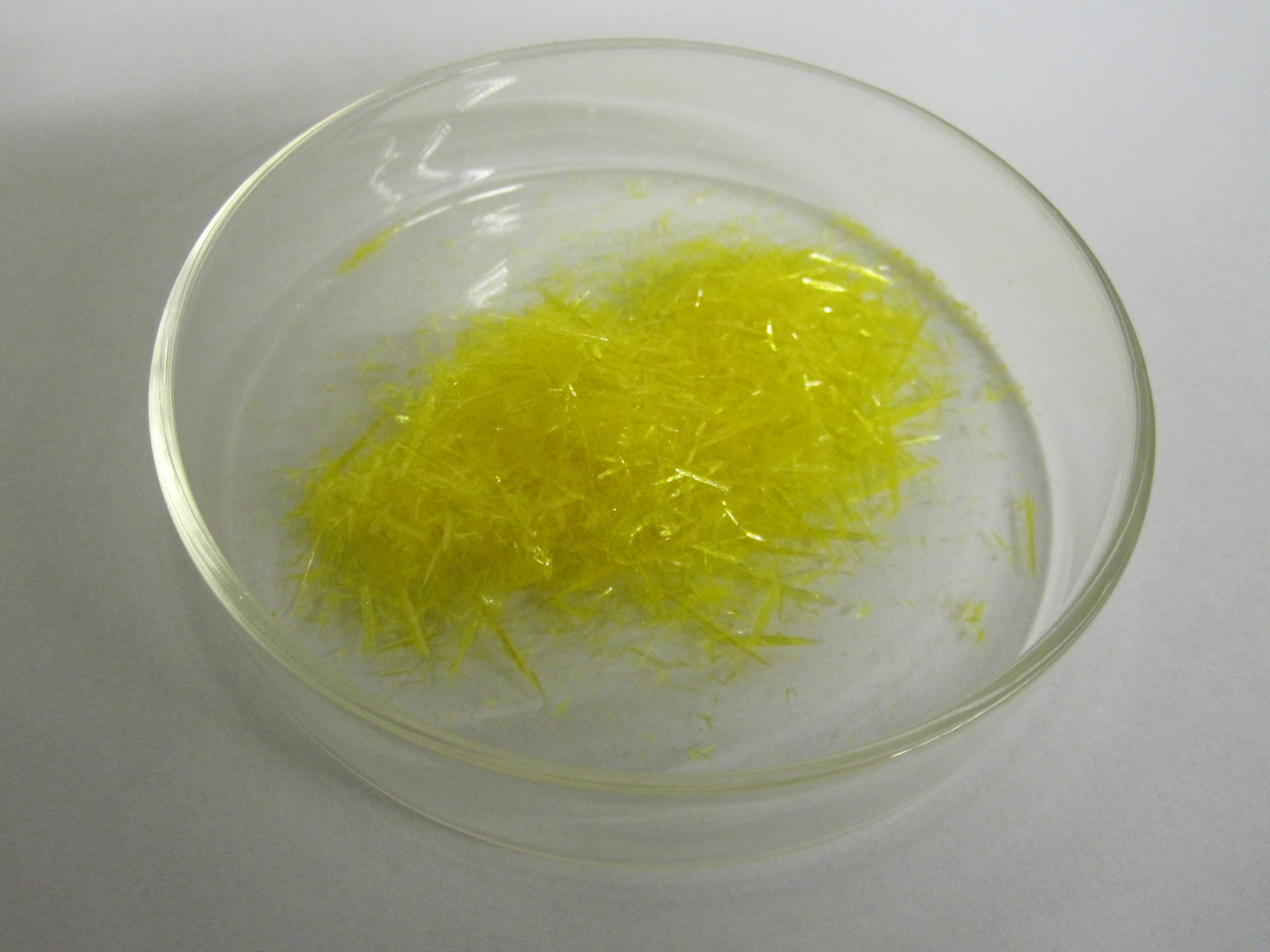
Benzoquinone

Khi bọ cánh cứng cảm thấy bị đe dọa, nó sẽ mở một van cho phép dung dịch nước từ khoang chứa đến khoang trước. Các chất xúc tác lót trên thành khoang trước tạo điều kiện thuận lợi cho sự phân hủy hydro peroxide, như trong phản ứng lý thuyết sau:
{\displaystyle {\ce {H2O2(aq) -> H2O(l) + 1/2O2(g)}}}
Các enzym peroxidase tạo điều kiện cho quá trình oxy hóa hydroquinon thành quinon (benzen-1,4-diol thành 1,4-benzoquinon và tương tự cho metylhydroquinon), như trong phản ứng lý thuyết sau:
{\displaystyle {\ce {C6H4(OH)2(aq) -> C6H4O2(aq) + H2(g)}}}
Phản ứng ròng đã biết, tiếp tục giải thích cho phản ứng lý thuyết của các sản phẩm {\displaystyle {\ce {H2(g)}}} and {\displaystyle {\ce {1/2O2(g)}}} của các phản ứng trước, là:
{\displaystyle {\ce {C6H4(OH)2(aq) + H2O2(aq) -> C6H4O2(aq) + 2H2O(l)}}}